# Staffelstein (Aschau im Chiemgau)
Staffelstein ist ein Gemeindeteil von Aschau im Chiemgau.
Der Gemeindeteil umfasst 13 Berghütten und Almen im Bereich der Kampenwand nördlich des 1510 Meter hohen Felsturms „Staffelstein“.

## Geschichte
Der Gemeindeteil erhielt seinen Namen am 10. Juli 2012 durch einen Bescheid des Landratsamtes Rosenheim.
Im Jahr 2019 begann eine Erschließungsmaßnahme für Frischwasser, Abwasser und Strom mit einem Kostenvolumen von 4 Millionen Euro, die zu 75 Prozent vom Freistaat Bayern gefördert wird.